# (2097) Galle
(2097) Galle (1953 PV) – planetoida z pasa głównego asteroid okrążająca Słońce w ciągu 5,52 lat w średniej odległości 3,12 au. Odkryta 11 sierpnia 1953 roku.
Nazwana na cześć Johanna Gottfrieda Galle.